# Xã Lentner, Quận Shelby, Missouri
Xã Lentner (tiếng Anh: Lentner Township) là một xã thuộc quận Shelby, tiểu bang Missouri, Hoa Kỳ. Năm 2010, dân số của xã này là 174 người.